# Borki (powiat zwoleński)
Borki dawniej też Tczów-Borki – wieś w Polsce położona w województwie mazowieckim, w powiecie zwoleńskim, w gminie Tczów. Ma status sołectwa. Przez wieś przebiega trasa drogi wojewódzkiej nr 733. 
Na terenie wsi mieści się zakład przetwórstwa mięsnego, sklep oraz Koło Gospodyń Wiejskich „Borowe Dziewczyny”.
Miejscowość powstała prawdopodobnie w XIV wieku na terenach wykarczowanych z Puszczy Radomskiej.
W latach 1975–1998 miejscowość należała administracyjnie do województwa radomskiego.
Wierni Kościoła rzymskokatolickiego należą do parafii św. Jana Chrzciciela w Tczowie.

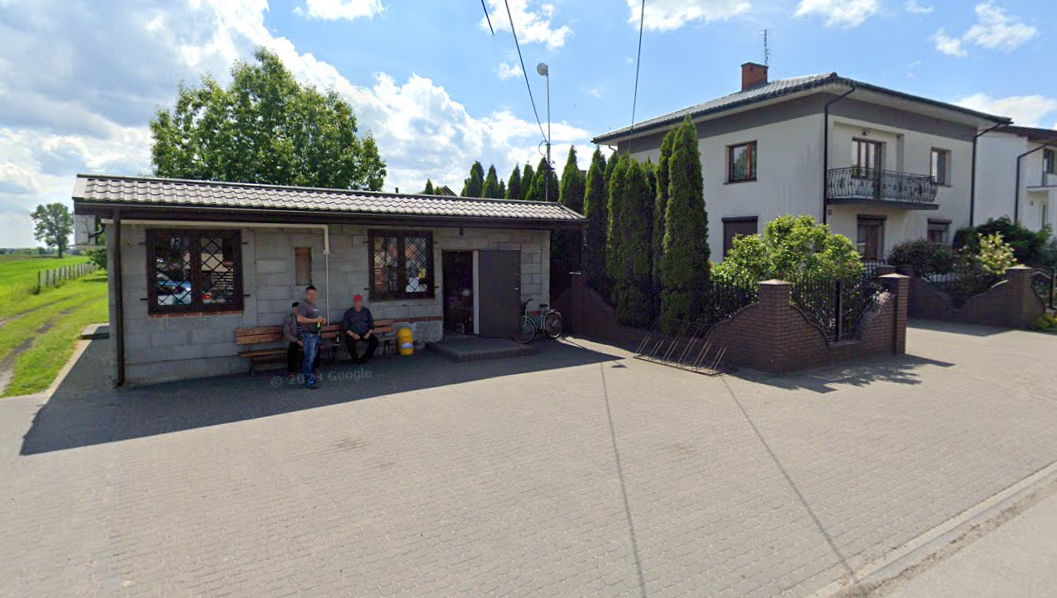
Masarnia oraz sklep w Borkach
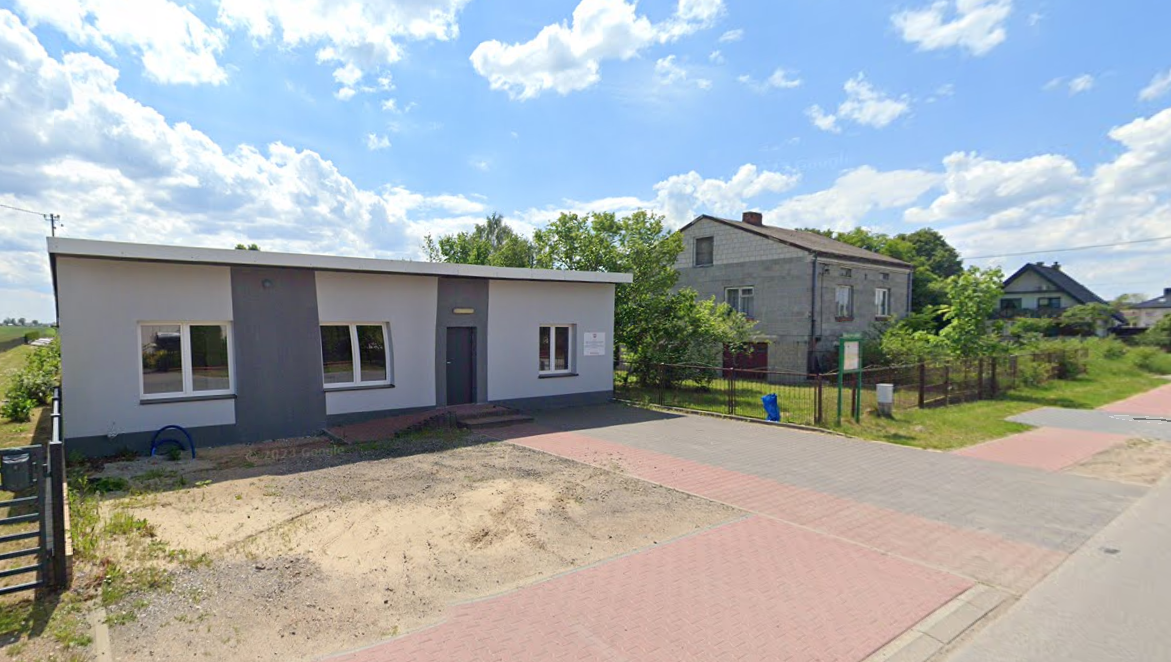
KGW ,,Borowe Dziewczyny"